# Kevin Wimmer
Kevin Wimmer (Wels, 15 novembre 1992) è un calciatore austriaco, difensore dello Slovan Bratislava.

## Carriera

### Club
Inizia la sua carriera in Austria giocando nel LASK Juniors (squadra riserve del LASK) in Erste Liga dal 2010 al 2012 totalizzando 31 presenze. Continua la sua carriera passando nella prima squadra del LASK Linz proprio in quell'anno, totalizzando in totale 28 presenze e 2 gol in campionato.
Finito il campionato passa per circa 300 000 euro al Colonia.
Il 1º luglio 2015 passa al Tottenham. Esordisce in Premier con gli spurs il 23 gennaio 2016 nel successo per 1-3 contro il Crystal Palace.
l 29 agosto 2017 viene acquistato dallo Stoke City, che per prelevarlo dal Tottenham sborsa £18 milioni.

### Nazionale
Ha giocato nelle nazionali giovanili austriache Under-18 ed Under-21.
Esordisce in nazionale maggiore il 19 novembre 2013 nell'amichevole vinta per 1-0 sugli Stati Uniti, entrando al 92º minuto al posto di Christoph Leitgeb. Il 31 marzo 2015 gioca da titolare nell'amichevole contro la Bosnia ed Erzegovina partita terminata col punteggio di 1-1. Viene convocato per il campionato d'Europa 2016 in Francia.

## Statistiche

### Presenze e reti nei club
Statistiche aggiornate al 22 gennaio 2025.
| Stagione                 | Squadra                  | Campionato               | Campionato | Campionato | Coppe nazionali | Coppe nazionali | Coppe nazionali | Coppe continentali | Coppe continentali | Coppe continentali | Altre coppe | Altre coppe | Altre coppe | Totale | Totale |
| Stagione                 | Squadra                  | Comp                     | Pres       | Reti       | Comp            | Pres            | Reti            | Comp               | Pres               | Reti               | Comp        | Pres        | Reti        | Pres   | Reti   |
| ------------------------ | ------------------------ | ------------------------ | ---------- | ---------- | --------------- | --------------- | --------------- | ------------------ | ------------------ | ------------------ | ----------- | ----------- | ----------- | ------ | ------ |
| 2010-2011                | LASK Linz                | BL                       | 0          | 0          | CA              | 1               | 0               | -                  | -                  | -                  | -           | -           | -           | 1      | 0      |
| 2011-2012                | LASK Linz                | EL                       | 28         | 4          | CA              | 3               | 0               | -                  | -                  | -                  | -           | -           | -           | 31     | 4      |
| Totale LASK Linz         | Totale LASK Linz         | Totale LASK Linz         | 28         | 4          |                 | 4               | 0               |                    | -                  | -                  |             | -           | -           | 32     | 4      |
| 2012-2013                | Colonia                  | ZL                       | 9          | 0          | CG              | 2               | 0               | -                  | -                  | -                  | -           | -           | -           | 11     | 0      |
| 2013-2014                | Colonia                  | ZL                       | 26         | 2          | CG              | 2               | 0               | -                  | -                  | -                  | -           | -           | -           | 28     | 2      |
| 2014-2015                | Colonia                  | BL                       | 32         | 0          | CG              | 2               | 0               | -                  | -                  | -                  | -           | -           | -           | 34     | 0      |
| Totale Colonia           | Totale Colonia           | Totale Colonia           | 67         | 2          |                 | 6               | 0               |                    | -                  | -                  |             | -           | -           | 73     | 2      |
| 2015-2016                | Tottenham                | PL                       | 10         | 0          | FACup+CdL       | 4+1             | 0               | UEL                | 6                  | 0                  | -           | -           | -           | 21     | 0      |
| 2016-2017                | Tottenham                | PL                       | 5          | 0          | FACup+CdL       | 2+2             | 0               | UCL+UEL            | 1+0                | 0                  | -           | -           | -           | 10     | 0      |
| Totale Tottenham         | Totale Tottenham         | Totale Tottenham         | 15         | 0          |                 | 9               | 0               |                    | 7                  | 0                  |             | -           | -           | 31     | 0      |
| ago. 2017-2018           | Stoke City               | PL                       | 17         | 0          | FACup+CdL       | 1+1             | 0               | -                  | -                  | -                  | -           | -           | -           | 19     | 0      |
| 2018-2019                | Hannover 96              | ZL                       | 22         | 0          | CG              | 2               | 1               | -                  | -                  | -                  | -           | -           | -           | 24     | 1      |
| 2019-2020                | R.E. Mouscron            | D1                       | 17         | 0          | CB              | 1               | 0               | -                  | -                  | -                  | -           | -           | -           | 18     | 0      |
| gen.-giu. 2021           | Karlsruhe                | ZL                       | 10         | 0          | CG              | 0               | 0               | -                  | -                  | -                  | -           | -           | -           | 10     | 0      |
| 2021-2022                | Rapid Vienna             | BL                       | 18+2       | 1          | CA              | 1               | 0               | UCL+UEL+UECL       | 2+5+2              | 0+0+0              | -           | -           | -           | 30     | 1      |
| 2022-2023                | Rapid Vienna             | BL                       | 10         | 0          | CA              | 4               | 1               | UECL               | 6                  | 0                  | -           | -           | -           | 20     | 1      |
| Totale Rapid Vienna      | Totale Rapid Vienna      | Totale Rapid Vienna      | 28+2       | 1          |                 | 5               | 1               |                    | 15                 | 0                  |             | -           | -           | 50     | 2      |
| 2023-2024                | Slovan Bratislava        | SL                       | 16+10      | 0          | CS              | 5               | 0               | UCL+UEL+UECL       | 2+2+7              | 0+0+0              | -           | -           | -           | 42     | 0      |
| 2024-2025                | Slovan Bratislava        | SL                       | 10         | 0          | CS              | 0               | 0               | UCL                | 12                 | 1                  | -           | -           | -           | 22     | 1      |
| Totale Slovan Bratislava | Totale Slovan Bratislava | Totale Slovan Bratislava | 26+10      | 0          |                 | 5               | 0               |                    | 23                 | 1                  |             | -           | -           | 64     | 1      |
| Totale carriera          | Totale carriera          | Totale carriera          | 242        | 7          |                 | 34              | 2               |                    | 45                 | 1                  |             | -           | -           | 321    | 10     |

### Cronologia presenze e reti in nazionale
| Cronologia completa delle presenze e delle reti in nazionale ― Austria | Cronologia completa delle presenze e delle reti in nazionale ― Austria | Cronologia completa delle presenze e delle reti in nazionale ― Austria | Cronologia completa delle presenze e delle reti in nazionale ― Austria | Cronologia completa delle presenze e delle reti in nazionale ― Austria | Cronologia completa delle presenze e delle reti in nazionale ― Austria | Cronologia completa delle presenze e delle reti in nazionale ― Austria | Cronologia completa delle presenze e delle reti in nazionale ― Austria |
| Data                                                                   | Città                                                                  | In casa                                                                | Risultato                                                              | Ospiti                                                                 | Competizione                                                           | Reti                                                                   | Note                                                                   |
| ---------------------------------------------------------------------- | ---------------------------------------------------------------------- | ---------------------------------------------------------------------- | ---------------------------------------------------------------------- | ---------------------------------------------------------------------- | ---------------------------------------------------------------------- | ---------------------------------------------------------------------- | ---------------------------------------------------------------------- |
| 19-11-2013                                                             | Vienna                                                                 | Austria                                                                | 1 – 0                                                                  | Stati Uniti                                                            | Amichevole                                                             | -                                                                      | 90+2’                                                                  |
| 31-3-2015                                                              | Vienna                                                                 | Austria                                                                | 1 – 1                                                                  | Bosnia ed Erzegovina                                                   | Amichevole                                                             | -                                                                      |                                                                        |
| 26-3-2016                                                              | Vienna                                                                 | Austria                                                                | 2 – 1                                                                  | Albania                                                                | Amichevole                                                             | -                                                                      | 46’                                                                    |
| 18-6-2016                                                              | Saint-Denis                                                            | Portogallo                                                             | 0 – 0                                                                  | Austria                                                                | Euro 2016 - 1º turno                                                   | -                                                                      | 87’                                                                    |
| 6-10-2016                                                              | Vienna                                                                 | Austria                                                                | 2 – 2                                                                  | Galles                                                                 | Qual. Mondiali 2018                                                    | -                                                                      |                                                                        |
| 9-10-2016                                                              | Belgrado                                                               | Serbia                                                                 | 3 – 2                                                                  | Austria                                                                | Qual. Mondiali 2018                                                    | -                                                                      |                                                                        |
| 12-11-2016                                                             | Vienna                                                                 | Austria                                                                | 0 – 1                                                                  | Irlanda                                                                | Qual. Mondiali 2018                                                    | -                                                                      | 78’                                                                    |
| 15-11-2016                                                             | Vienna                                                                 | Austria                                                                | 0 – 0                                                                  | Slovacchia                                                             | Amichevole                                                             | -                                                                      | 84’                                                                    |
| 16-10-2018                                                             | Herning                                                                | Danimarca                                                              | 2 – 0                                                                  | Austria                                                                | Amichevole                                                             | -                                                                      | 46’ 53’                                                                |
| Totale                                                                 |                                                                        | Presenze                                                               | 9                                                                      |                                                                        | Reti                                                                   | 0                                                                      |                                                                        |

## Palmarès

### Club

#### Competizioni nazionali
- Campionato tedesco di seconda divisione: 1

Colonia: 2013-2014
- Campionato slovacco: 2

Slovan Bratislava: 2023-2024, 2024-2025